# 三島義一郎
三島 義一郎（みしま ぎいちろう、1894年（明治27年）12月31日 - 没年不明）は、大日本帝国陸軍軍人。最終階級は陸軍中将。功四級

## 経歴
1894年（明治27年）に福岡県で生まれた。陸軍士官学校第28期、陸軍大学校第37期卒業。1938年（昭和13年）5月に第116師団参謀長に就任し、7月に陸軍砲兵大佐に進級。日中戦争に出動し、安慶に駐屯。警備、討伐戦に当たり、漢口攻略に参加した。1939年（昭和14年）3月に野戦重砲兵第1連隊長を経て、11月に陸軍野戦砲兵学校教官に就任。1940年（昭和15年）3月より兼陸軍野戦砲兵学校自動車部長。12月に陸軍自動車学校幹事を経て、1941年（昭和16年）7月に第23砲兵団長に就任し、10月に陸軍少将に進級した。
1942年（昭和17年）に壱岐要塞司令官に就任し、1944年（昭和19年）2月に第3砲兵団長、7月に豊予要塞司令官を経て、11月に船舶砲兵団長に就任。1945年（昭和20年）3月に陸軍中将に進級し、4月に第150師団長に親補された。朝鮮・光州で終戦を迎えた。
1947年（昭和22年）11月28日、公職追放仮指定を受けた。